# Kalafina

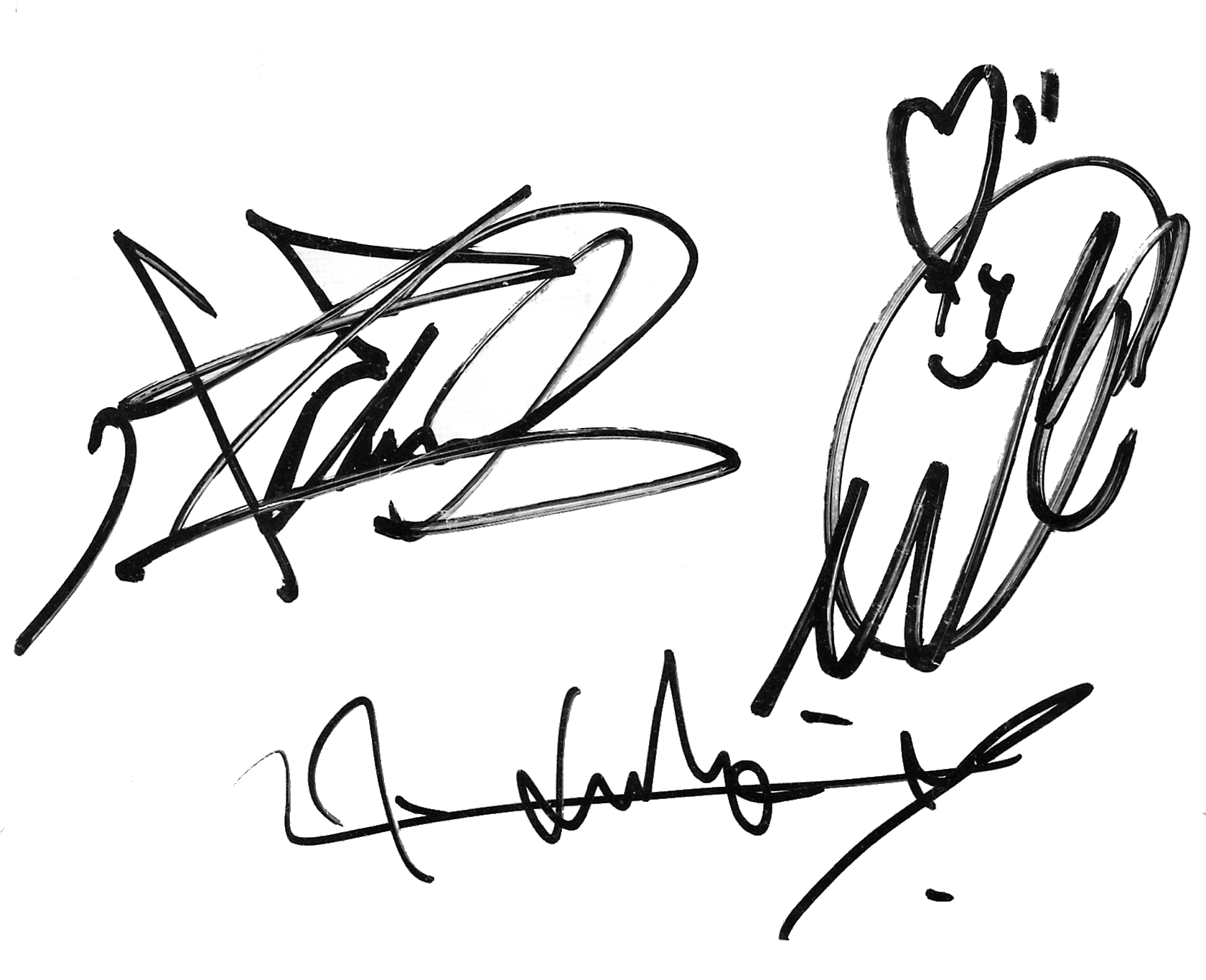
Podpisy członków grupy

Kalafina (jap. カラフィナ) – japońska grupa muzyczna założona w roku 2007 przez kompozytorkę Yuki Kajiurę, grająca j-pop i anison o bardzo łagodnym, często smutnym brzmieniu. Powstała głównie po to, aby stworzyć muzykę do anime Kara no kyōkai.

## Historia

### 2008–2009: Powstanie zespołu iSeventh Heaven
Yuki Kajiura, znana już ze swoich kompozycji do seriali anime, nawiązała współpracę, aby stworzyć ścieżkę dźwiękową do siedmiu części anime Kara no kyōkai. Założyła zespół Kalafina, w którego skład weszły członkinie projektu FictionJunction – Keiko Kubota oraz Wakana Ōtaki. Pierwszy singel zespołu wydany w tym składzie, zatytułowany oblivious, ukazał się 23 stycznia 2008 roku.
Miesiąc później, Sony Music Entertainment Japan i Yuki Kajiura ogłosili, że dwie inne piosenkarki, wybrane podczas przesłuchania spośród 30 tys. uczestniczek, dołączą do grupy. Hikaru została wybrana z powodu brzmienia jej głosu, a Maya wzięła udział w nagraniu kolejnego singla Sprinter/ARIA, który został wydany 30 lipca 2008 roku. Pierwszy występ na żywo w tym składzie odbył się następnego dnia. Kolejny singel, fairytale, został wydany 24 grudnia 2008 roku.
Wydanie pierwszego albumu studyjnego, zatytułowanego Seventh Heaven, który ukazał się 4 marca 2009 roku, zakończyło współpracę z serią anime Kara no kyōkai. Tego samego dnia ukazał się singel Lacrimosa, który został użyty jako ending anime Kuroshitsuji. 23 maja 2009 roku odbył się pierwszy zagraniczny koncert, wystąpiły gościnnie na konwencie Anime Boston w Stanach Zjednoczonych. Kolejnymi singlami wydanymi przez Kalafinę były storia (wydany w lipcu 2009 r.) i progressive (wydany w październiku 2009 r.).

### 2010–2011: Trasy koncertowe,Red MooniAfter Eden
20 stycznia 2010 ROKU Kalafina wydały siódmy singel zatytułowany Hikari no senritsu, którego utwór tytułowy został użyty jako opening anime So ra no o to. Pierwsza trasa koncertowa, Kalafina LIVE TOUR 2010 〜progressive ＋〜, trwała od 2 do 9 lutego, koncerty odbyły się w Tokio, Osace i Nagoi. 17 marca ukazał się drugi album studyjny, Red Moon. Po wydaniu albumu zespół udał się w trasę "Kajiura Produce 3rd Anniversary LIVE TOUR"〜Kalafina LIVE 2010“Red Moon”〜 promującą płytę.
15 września ukazał się singel Kagayaku sora no shijima ni wa, którego tytułowy utwór został wykorzystany jako ending w ósmym odcinku anime Kuroshitsuji II.
Dziewiąty singel, zatytułowany Magia, ukazał się 16 lutego 2011 roku. Utwór tytułowy został użyty jako ending anime Puella Magi Madoka Magica, a piosenka snow falling została wykorzystana w epilogu Kara no kyōkai. Singel był promowany przez trasę koncertową Kalafina LIVE Spring TOUR 2011“Magia”.
W lipcu Kalafina wystąpiły podczas Anime Expo w Los Angeles, w Kalifornii. Ich trzeci album, After Eden, ukazał się 21 września 2011 roku, zadebiutował na 3. pozycji listy Weekly Oricon Album Chart. 25 września odbył się koncert “After Eden” Special LIVE 2011.

### 2012–2013:Consolation
Trasa koncertowa promująca płytę After Eden trwała od 7 stycznia do 4 lutego.
18 kwietnia 2012 roku ukazał się dziesiąty singel zespołu, to the beginning. Tytułowy utwór został wykorzystany jako opening w anime Fate/Zero 2nd Season, a utwór Manten został użyty jako ending w odcinku 18. i 19. tego anime. 16 lipca w NHK Hall w Tokio odbył się koncert Kalafina LIVE 2012 “to the beginning”.
Singel moonfesta ~moonfesta~ został wydany 18 lipca roku, utwór tytułowy został wykorzystany jako piosenka przewodnia w programie Minna no uta. 27 i 28 lipca zespół wystąpił na konwencie AnimagiC w Bonn.
Kolejny singel, Hikari furu, ukazał się 24 października 2012 roku. Tytułowy utwór został wykorzystany jako piosenka przewodnia filmu anime Puella Magi Madoka Magica: Eien no monogatari.
23 i 29 stycznia 2013 roku odbyły się koncerty Kalafina 5th Anniversary LIVE “oblivious” z okazji piątej rocznicy istnienia zespołu. Czwarty album studyjny, zatytułowany Consolation został wydany 20 marca 2013 roku. 6 kwietnia w Tokio odbył się koncert Kalafina “Consolation” Special LIVE 2013, a od 8 czerwca do 4 sierpnia trwała trasa koncertowa Kalafina LIVE TOUR 2013 “Consolation” promująca czwarty album.
Singel Hallelujah ukazał się 2 października 2013 roku. Tytułowy utwór został wykorzystany w filmie anime Kara no kyōkai: Mirai fukuin, a utwór dolce w Kara no kyōkai: Extra Chorus. Singel Kimi no gin no niwa ukazał się 6 listopada 2013 roku, został wykorzystany jako piosenka przewodnia filmu Puella Magi Madoka Magica: Hangyaku no monogatari.

### 2014–2016:THE BEST „Red” i „Blue”,far on the water
26 czerwca odbył się koncert Kalafina "Kimi no gin no niwa" Special LIVE 2014.
16 lipca 2014 roku zespół wydał albumy THE BEST „Blue” i THE BEST „Red”, które zadebiutowały na 3. i 4. pozycji listy Weekly Oricon Album Chart. Piętnasty singel, heavenly blue, został wydany 6 sierpnia 2014, utwór został wykorzystany jako opening anime ALDNOAH.ZERO. Trasa koncertowa, Kalafina LIVE TOUR 2014, trwała od 18 października do 1 listopada, zespół wystąpił w Osace i Tokio.
19 listopada ukazał się singel believe. Utwór tytułowy został wykorzystany jako ending anime Fate/stay night: Unlimited Blade Works. 28 lutego 2015 roku odbył się koncert Kalafina LIVE THE BEST 2015 “Red Day”, a 1 marca – Kalafina LIVE THE BEST 2015 “Blue Day”.
13 maja ukazał się singel ring your bell, z którego tytułowy utwór został wykorzystany jako ending anime Fate/stay night: Unlimited Blade Works. 12 sierpnia zespół wydał singel One Light z którego tytułowy utwór został wykorzystany jako ending anime Arslan senki. Oba single zostały zawarte na piątym albumie studyjnym zatytułowanym far on the water, który ukazał się 16 września 2015 roku. 10 października 2015 roku rozpoczęła się trasa Kalafina LIVE TOUR 2015～2016 “far on the water” promująca piąty album, trwała do 31 stycznia 2016 roku.
Dziewiętnasty singel blaze ukazał się 10 sierpnia 2016 roku. Utwór tytułowy został wykorzystany jako ending anime Arslan senki: Fūjin ranbu.

### 2017–2018: TrasaKalafina “9+ONE”
W kwietniu 2017 roku grupa przeszła pod nową wytwórnię muzyczną Sacra Music, stworzoną przez SMEJ do promowania działań artystów aktywnych w kraju jak i za granicą. Kolejny singel, into the world/Märchen, został wydany 5 kwietnia 2017 roku pod nową wytwórnią. 15 kwietnia rozpoczęła się trasa koncertowa Kalafina “9+ONE”, trwała do 29 lipca.
Singel Hyakka ryōran ukazał się 9 sierpnia 2017 roku.
Trasa koncertowa Kalafina Acoustic Tour 2017 ～“＋ONE” with Strings～ trwała od 7 listopada do 14 grudnia.
W lutym 2018 roku pojawiła się informacja, że Yuki Kajiura opuszcza wytwórnię Space Craft Produce z którą była związana przez 25 lat.
13 kwietnia 2018 roku na oficjalnym blogu grupy pojawiła się informacja, że wraz z dniem 1 kwietnia Keiko oficjalnie opuściła grupę. 2 listopada z zespołu odeszła także Hikaru.
13 marca 2019 roku Space Craft ogłosiło, że Kalafina zostaje oficjalnie rozwiązana.

## Muzycy
Byli członkowie
- Maya Toyoshima (jap. 豊島摩耶 Toyoshima Maya) – śpiew
- Yuki Kajiura (jap. 梶浦由記 Kajiura Yuki; ur. 6 sierpnia 1965) – kompozytorka
- Keiko Kubota (jap. 窪田啓子 Kubota Keiko; ur. 5 grudnia 1985) – śpiew
- Wakana Ōtaki (jap. 大滝若奈 Ōtaki Wakana; ur. 10 grudnia 1984) – śpiew
- Hikaru Masai (jap. 政井光 Masai Hikaru; ur. 2 lipca 1987) – śpiew

## Dyskografia

### Mini Albumy
- 2008.04.23: Re/oblivious

### Albumy
- 2009.03.04: Seventh Heaven
- 2010.03.17: Red Moon
- 2011.09.21: After Eden
- 2013.03.20: Consolation
- 2015.09.16: far on the water

### Albumy wideo
- 2010.12.01: Kalafina LIVE 2010 “Red Moon” at JCB HALL
- 2011.03.21: “After Eden” Special LIVE 2011 at TOKYO DOME CITY HALL
- 2013.12.11: Kalafina LIVE TOUR 2013 “Consolation” Special Final
- 2015.07.15: Kalafina LIVE THE BEST 2015 “Blue Day”at Nippon Budōkan
- 2015.07.15: Kalafina LIVE THE BEST 2015 “Red Day”at Nippon Budōkan
- 2016.06.22: Kalafina LIVE TOUR 2015～2016“far on the water”Special FINAL at Tōkyō Kokusai Forum Hall A

### Albumy koncertowe
- 2013.01.23: Kalafina 5th Anniversary LIVE SELECTION 2009-2012
- 2016.01.20: Kalafina 8th Anniversary Special Products the Live Album „Kalafina LIVE TOUR 2014” at Tōkyō Kokusai Forum Hall A (jap. Kalafina 8th Anniversary Special products The Live Album「Kalafina LIVE TOUR 2014」at 東京国際フォーラムホールA)

### Albumy akustyczne
- 2016.11.16: Winter Acoustic "Kalafina with Strings"

### Best album
- 2014.07.16: THE BEST „Red”
- 2014.07.16: THE BEST „Blue”
- 2018.10.24: Kalafina All Time Best 2008-2018

### Single
- 2008.01.23: oblivious
- 2008.07.30: sprinter/ARIA
- 2008.12.24: fairytale
- 2009.03.04: Lacrimosa
- 2009.07.01: storia
- 2009.10.28: progressive
- 2010.01.20: Hikari no senritsu (jap. 光の旋律)
- 2010.09.15: Kagayaku sora no shijima ni wa (jap. 輝く空の静寂には)
- 2011.02.16: Magia
- 2012.04.18: to the beginning
- 2012.07.18: moonfesta ~moonfesta~ (jap. moonfesta〜ムーンフェスタ〜 moonfesta ~mūnfesuta~)
- 2012.10.24: Hikari furu (jap. ひかりふる)
- 2013.10.02: Hallelujah (jap. アレルヤ Areruya)
- 2013.11.06: Kimi no gin no niwa (jap. 君の銀の庭)
- 2014.08.06: heavenly blue
- 2014.11.19: believe
- 2015.05.13: ring your bell
- 2015.08.12: One Light
- 2016.03.16: Alcira no hoshi (jap. アルシラの星) (kolaboracja Shinji Tanimura x Kalafina)
- 2016.08.10: blaze
- 2017.04.05: into the world/Märchen (jap. into the world/メルヒェン)
- 2017.08.09: Hyakka ryōran (jap. 百火撩乱)